# Маргарито, Антонио
Антонио Маргарито (исп. Antonio Margarito; род. 18 марта 1978, Торренс, Калифорния, США) — мексиканский боксёр-профессионал, выступающий в полусредней и первой средней  весовых категориях. Чемпион мира по версииям WBO (2002—2004 и 2005—2007), IBF (2008), WBA (2008) в полусредней весовой категории.

## 1994—2001
Дебютировал в январе 1994 года.
В начале карьеры потерпел 3 поражения. 1-е два поражения были от малоизвестных бойцов. В 3-й раз в июне 1996 года Маргарито проиграл контендеру Родни Джонсу.
В июле 2001 года Антонио Маргарито встретился с чемпионом мира WBO в полусреднем весе Даниэлем Сантосом. Бой был остановлен в 1-м раунде из-за травмы глаза у Маргарито, полученной в результате столкновения головами. Сантос после этого боя поднялся в 1-й средний вес.

## 16 марта2002Антонио Маргарито —Антонио Диас
- Место проведения:  Бейлис Лас-Вегас, Лас-Вегас, Невада, США
- Результат: Победа Маргарито техническим нокаутом в 10-м раунде в 12-раундовом бою
- Статус: Чемпионский бой за вакантный титул WBO в полусреднем весе
- Рефери: Джей Нейди
- Время: 2:17
- Вес: Маргарито 66,70 кг; Диас 66,50 кг
- Трансляция: Showtime
- Счёт неофициальных судей: Серджио Абарка (76—76), Тим Грэхем (76—76), Джек Уэлш (79—73 Маргарито) — все оценки после 8-го раунда

В марте 2002 года Маргарито встретился за вакантный титул чемпиона мира WBO в полусреднем весе с Антонио Диасом. Маргарито выиграл техническим нокаутом в 10-м раунде. В 10-м раунде Маргарито обрушил град ударов в голову противника. В середине 10-го раунда он провёл левой рукой пять апперкотов подряд в челюсть противника, и Диас опустился на канвас. Он поднялся на счёт 8. Сразу после возобновления боя Маргарито бросился добивать противника. Практически все удары — кроссы и крюки — приходились точно в голову. Команде Диаса надоело смотреть на избиение и они выбросили полотенце. Рефери прекратил бой.

## 2002—2004
С 2002 по 2004 годы Маргарито провел несколько успешных защиты, победив следующих бойцов — Дэнни Переса, Эндрю Льюиса и Херкулеса Кивелоса.

## 11 сентября2004Даниэль Сантос —Антонио Маргарито (2-й бой)
- Место проведения:  Колизео Хосе Мигель Агрелот, Хато Рей, Пуэрто-Рико
- Результат: Победа Сантоса техническим нокаутом в 10-м раунде в 12-раундовом бою
- Статус: Чемпионский бой за титул WBO в 1-м среднем весе (4-я защита Сантоса)
- Рефери: Луис Пабон
- Счёт судей: Рокки Янг (87—84 Сантос), Джон Стюарт (86—85 Сантос), Сэмюэл Конди (85—86 Маргарито)
- Вес: Сантос 69,90 кг; Маргарито 69,40 кг
- Трансляция: HBO BAD
- Счёт неофициального судьи: Харольд Ледерман (85—86 Маргарито)

В сентябре 2004 года Маргарито поднялся в 1-й средний вес и встретился во 2-й раз с чемпионом мира WBO в 1-м среднем весе Даниэлем Сантосом. В бою вновь произошло столкновение головами — на этот раз в 6-м раунде. Поединок несколько раз прерывали для оказания помощи мексиканцу. Бой остановили в самом начале 10-го раунда по совету доктора. По раздельному решению судей победил Сантос. После этого Маргарито вернулся в полусредний вес.

## 2005
С 2005 году он успешно защищал свой титул против Себастьяна Анреаса Лухана и непобежденного Кермита Цинтрона.

## 18 февраля2006Антонио Маргарито —Мануэль Гомес
- Место проведения:  Зе Аладдин, Лас-Вегас, Невада, США
- Результат: Победа Маргарито техническим нокаутом в 1-м раунде в 12-раундовом бою
- Статус: Чемпионский бой за титул WBO в 1-м среднем весе (2-я защита Сантоса)
- Рефери: Ричард Стил
- Время: 1:14
- Вес: Маргарито 66,50 кг; Гомес 66,70 кг
- Трансляция: Top Rank

В феврале 2006 года Антонио Маргарито вышел на ринг против своего соотечественника Мануэля Гомеса. Оба боксера атаковали, пренебрегая защитой. Ближе к концу 1-го раунда Маргарито прижал претендента в канатам, и провел чистый правый хук в челюсть, после чего обрушил град ударов. Гомес упал на пол и, находясь уже на полу, выплюнул капу. Рефери досчитал до 5 и, видя, что Гомес продолжает безжизненно лежать, остановил бой. Недовольный остановкой боя, Гомес сразу же вскочил. Комментаторы высказали мнение, что Гомес специально выплюнул капу, чтобы получить передышку.

## 2006
В декабре 2006 года Маргарито победил Джошуа Клотти.

## 14 июля2007Антонио Маргарито —Пол Уильямс
- Место проведения:  The Home Depot Center, Карсон, Калифорния, США
- Результат: Победа Уильямса единогласным решением в 12-раундовом бою
- Статус: Чемпионский бой за титул WBO в 1-м среднем весе (4-я защита Маргарито)
- Рефери: Лу Морет
- Счёт судей: Дэвид Мендоса (113—115), Марти Сэммон (113—115), Том Миллер (112—116) — все в пользу Уильямса
- Вес: Маргарито 66,10 кг; Уильямс 66,00 кг
- Трансляция: HBO
- Счёт неофициального судьи: Харольд Ледерман (112—116 Уильямс)

В июле 2007 года Маргарито встретился с непобежденным Полом Уильямсом. Уильямс был активнее, выбросив вдвое больше ударов. По итогам 12-ти раундов судьи единогласным решением объявили победителем Уильямса. В прессе мнения насчёт победителя разделились: часть экспертов согласилась в решением официальных судей, другая часть посчитала, что победил Маргарито, а 3-я часть сочла, что бой закончился вничью.

## 10 ноября2007Антонио Маргарито —Голден Джонсон
- Место проведения:  Мэдисон Сквер Гарден, Нью-Йорк Сити, Нью-Йорк, США
- Результат: Победа Маргарито нокаутом в 1-м раунде в 10-раундовом бою
- Статус: Рейтинговый бой
- Рефери: Уэйн Келли
- Время: 2:28
- Вес: Маргарито 66,30 кг; Джонсон 66,70 кг
- Трансляция: HBO PPV

В ноябре 2007 года Антонио Маргарито встретился с Голденом Джонсоном. В начале 1-го раунда Маргарито провел серию ударов в голову Джонсона, и тот упал. Он встал на счет 9, и рефери продолжил бой. Маргарито бросился добивать противника. Он прижал его к канатам. Джонсон присел, и сразу же поднялся. Рефери приостановил бой, и начал отсчет. После возобновления боя Маргарито вновь набросился на противника. Он безответно выбрасывал удары. Затем он прижал его к канатам и от серии ударов Джонсон рухнул на канвас. На этот раз рефери не стал открывать счет, а сразу остановил бой. Поединок проходил в рамках шоу, организованного телеканалом HBO, главным событием которого был бой Мигель Анхель Котто — Шейн Мосли.

## 12 апреля2008Кермит Синтрон—Антонио Маргарито
- Место проведения:  Боардуолк Холл, Атлантик-Сити, Нью-Джерси, США
- Результат: Победа Маргарито нокаутом в 6-м раунде в 12-раундовом бою
- Статус: Чемпионский бой за титул IBF в полусреднем весе (3-я защита Синтрона)
- Рефери: Эрл Браун
- Время: 1:57
- Вес: Синтрон 66,50 кг; Маргарито 66,50 кг
- Трансляция: HBO
- Счёт неофициального судьи: Харольд Ледерман (46—49 Маргарито)

В апреле 2008 Антонио Маргарито во 2-й раз вышел на ринг против чемпиона мира в полусреднем весе по версии IBF Кермита Синтрона. В середине 6-го раунда Маргарито провёл серию ударов в голову, а затем встречным левым хуком попал в печень противника. Синтрон упал на канвас и не смог подняться на счёт 10. Рефери зафиксировал нокаут.

## 26 июля2008Мигель Анхель Котто—Антонио Маргарито
- Место проведения:  MGM Grand, Лас-Вегас, Невада, США
- Результат: Победа Маргарито техническим нокаутом в 11 раунде в 12-раундовом бою
- Статус: Чемпионский бой за титул WBA в полусреднем весе (5-я защита Котто)
- Трансляция: HBO PPV

Мексиканец Антонио Маргарито одержал победу техническим нокаутом в 11-м раунде над до того непобедимым пуэрториканцем Мигелем Котто (32-1, 26 нокаутов) и отобрал у него титул чемпиона WBA в полусреднем весе. Котто перебоксировал Маргарито в первом раунде, однако во втором Антонио смог вернуть себе преимущество, когда стороны начали обмен ударами. В течение нескольких следующих раундов Маргарито смог навязать противнику постоянное давление, несмотря на то, что удары Котто чаще достигали цели. В седьмом раунде Маргарито удалось потрясти Котто, но уже в следующем раунде пуэрториканец восстановился и выглядел лучше в девятом и начале десятого раунда. Под конец десятой трехминутки Маргарито снова удалось нанести серьезный урон противнику, после чего в одиннадцатом раунде наступила развязка этой встречи. Потрясенный Котто дважды становился на колено, лицо Котто начало опухать, после чего его угол выбросил полотенце.

## 24 января2009Антонио Маргарито —Шейн Мосли
- Место проведения:  Crypto.com-арена, Лас-Вегас, США
- Результат:  Победа Моcли тетехническим нокаутом в 9 раунде
- Статус: Титул cупер-чемпиона мира в полусреднем весе по версии WBA;

24 января 2009 года встретился с американцем Шейном Моcли. В свидетельстве тренера американца, присутствовавшего при тейпировании рук Маргарито, описывается странная находка: порошок на поверхности тейпов бойца. Этот порошок был изъят для анализа комиссией. Несмотря на это, руки Антонио были перебинтованы, и бой состоялся. Победа досталась Мосли в результате технического нокаута.
Вскоре стало ясно, что вещество, обнаруженное на бинтах Маргарито, представляет собой смесь серы и кальция. Под воздействием влаги и воздуха оно превращается в прочный слой гипса на кулаке боксера. Вероятно, Маргарито использовал этот метод и в предыдущих поединках. После подтверждения присутствия гипса в перчатках спортивная комиссия штата Калифорния наложила на него запрет на выход в ринг на год.

## 13 ноября2010Антонио Маргарито —Мэнни Пакьяo
- Место проведения:  Cowboys Stadium, Даллас США
- Результат:  Победа Пакьяо единогласным решением судей
- Статус: Титул чемпиона мира в младшем среднем весе по версии WBC;
- Счет судей: 120:108, 118:110, 119:109 в пользу Пакьяо
- Трансляция: HBOchannel

По ходу всего боя преимущество Пакьяо было очевидным, однако филиппинцу так и не удалось отправить своего соперника в нокаут. Более того, в шестом раунде, находясь у канатов, он пропустил жесткий удар по печени, чем испугал своих поклонников. Впрочем, эта атака стала одной из немногочисленных успешных за весь поединок для мексиканца.
Маргарито получил сильное рассечение под глазом, в связи с чем  даже Пакьяо просил рефери прекратить бой, однако судья позволил боксерам провести все 12 раундов.
Пакьяо завоевал титул в восьмой для себя весовой категории! Счет судейских записок: 120-108, 118-110, 119-109.
После боя медиками было установлено, что Маргарито получил серьёзную травму, перелом правой дужки глаза, из-за чего ему не давали разрешение на проведение боёв, в том числе и матч реванш с Мигелем Котто.

## Таблица профессиональных поединков
В таблице перечислены результаты всех поединков боксёров.
В каждой строке указан результат поединка. Дополнительно номер поединка обозначен цветом, который обозначает итог поединка. Расшифровка обозначений и цветов представлена в нижеследующей таблице.
| Пример | Расшифровка                     |
| ------ | ------------------------------- |
|        | Победа                          |
|        | Ничья                           |
|        | Поражение                       |
|        | Планируемый поединок            |
|        | Поединок признан несостоявшимся |
| КО     | Нокаут                          |
| ТКО    | Технический нокаут              |
| PTS    | Решение судей (по очкам)        |
| UD     | Единогласное решение судей      |
| MD     | Решение большинства судей       |
| SD     | Раздельное решение судей        |
| RTD    | Отказ от продолжения боя        |
| DQ     | Дисквалификация                 |
| NC     | Поединок признан несостоявшимся |

| 50 поединков, 41 победа (27 нокаутом), 8 поражений, 1 несостоявшийся. | 50 поединков, 41 победа (27 нокаутом), 8 поражений, 1 несостоявшийся. | 50 поединков, 41 победа (27 нокаутом), 8 поражений, 1 несостоявшийся. | 50 поединков, 41 победа (27 нокаутом), 8 поражений, 1 несостоявшийся. | 50 поединков, 41 победа (27 нокаутом), 8 поражений, 1 несостоявшийся. | 50 поединков, 41 победа (27 нокаутом), 8 поражений, 1 несостоявшийся. | 50 поединков, 41 победа (27 нокаутом), 8 поражений, 1 несостоявшийся.                    |
| Бой                                                                   | Рекорд                                                                | Дата                                                                  | Соперник                                                              | Место боя                                                             | Результат                                                             | Данные о бое                                                                             |
| --------------------------------------------------------------------- | --------------------------------------------------------------------- | --------------------------------------------------------------------- | --------------------------------------------------------------------- | --------------------------------------------------------------------- | --------------------------------------------------------------------- | ---------------------------------------------------------------------------------------- |
| 50                                                                    | 41-8-0-1                                                              | 2 сентября 2017                                                       | Карсон Джонс (40-11-3)                                                | Чиуауа, Мексика                                                       | TD 7 (10), 3:00                                                       |                                                                                          |
| 49                                                                    | 40-8-0-1                                                              | 13 августа 2016                                                       | Рамон Альварес (23-4-2)                                               | Росарито, Мексика                                                     | SD 10                                                                 | Выиграл вакантный титул WBO–NABO в полусреднем весе.                                     |
| 48                                                                    | 39-8-0-1                                                              | 5 марта 2016                                                          | Хорхе Паэс мл. (39-7-2)                                               | Mexico City Arena, Мехико, Мексика                                    | UD 10                                                                 |                                                                                          |
| 47                                                                    | 38-8-0-1                                                              | 3 декабря 2011                                                        | Мигель Котто (2) (36-2-0)                                             | Мэдисон-сквер-гарден, Нью-Йорк, США                                   | RTD 9 (12), 3:00                                                      | Бой за титул чемпиона мира по версии WBA-Super (2-я защита Котто) в первом среднем весе. |
| 46                                                                    | 38-7-0-1                                                              | 13 ноября 2010                                                        | Мэнни Пакьяо (51-3-2)                                                 | AT&T Stadium, Арлингтон, США                                          | UD 12                                                                 | Бой за вакантный титул WBC в первом среднем весе.                                        |
| 45                                                                    | 38-6-0-1                                                              | 8 мая 2010                                                            | Роберто Гарсия (28-2)                                                 | Plaza de Toros Monumental, Агуаскальентес, Мексика                    | UD 10                                                                 | Выиграл вакантный титул WBC в первом среднем весе.                                       |
| 44                                                                    | 37-6-0-1                                                              | 24 января 2009                                                        | Шейн Мосли (45-5)                                                     | Crypto.com Arena, Лос-Анджелес, США                                   | TKO 9 (12), 0:43                                                      | Бой за титул WBA-Super в полусреднем весе.                                               |
| 43                                                                    | 37-5-0-1                                                              | 26 июля 2008                                                          | Мигель Котто (32-0)                                                   | MGM Grand Garden Arena, Лас-Вегас, США                                | TKO 11 (12), 2:05                                                     | Выиграл титул чемпиона мира по версии WBA (5-я защита Котто) в полусреднем весе.         |
| 42                                                                    | 36-5-0-1                                                              | 12 апреля 2008                                                        | Кермит Синтрон (2) (29-1)                                             | Boardwalk Hall, Атлантик-Сити, США                                    | KO 6 (12), 1:57                                                       | Выиграл титул чемпиона мира по версии IBF (3-ая защита Синтрона) в полусреднем весе.     |
| 41                                                                    | 35-5-0-1                                                              | 10 ноября 2007                                                        | Голден Джонсон (25-7-3)                                               | Мэдисон-сквер-гарден, Нью-Йорк, США                                   | TKO 1 (12), 2:28                                                      | Выиграл вакантный титул интерконтинентального чемпиона по версии WBO в полусреднем весе. |
| 40                                                                    | 34-5-0-1                                                              | 14 июля 2007                                                          | Пол Уильямс (32-0)                                                    | Дигнити Хелс Спортс Парк, Карсон, США                                 | UD 12                                                                 | Бой за титул чемпиона мира по версии WBO в полусреднем весе.                             |
| 39                                                                    | 34-4-0-1                                                              | 2 декабря 2006                                                        | Джошуа Клотти (30-1)                                                  | Boardwalk Hall, Атлантик-Сити, США                                    | UD 12                                                                 | Защитил титул чемпиона мира по версии WBO (8-я защита Маргарито) в полусреднем весе.     |
| 38                                                                    | 33-4-0-1                                                              | 18 февраля 2006                                                       | Мануэль Гомес (28-10-2)                                               | Планета Голливуд, Кларк, США                                          | TKO 1 (12), 1:14                                                      | Защитил титул чемпиона мира по версии WBO (7-я защита Маргарито) в полусреднем весе.     |
| 37                                                                    | 32-4-0-1                                                              | 23 апреля 2005                                                        | Кермит Синтрон (24-0)                                                 | Сизарс-пэлас, Лас-Вегас, США                                          | TKO 5 (12), 2:12                                                      | Защитил титул чемпиона мира по версии WBO (6-я защита Маргарито) в полусреднем весе.     |
| 36                                                                    | 31-4-0-1                                                              | 18 февраля 2005                                                       | Себастьян Лухан (25-1-1)                                              | Boardwalk Hall, Атлантик-Сити, США                                    | TKO 10 (12), 2:57                                                     | Защитил титул чемпиона мира по версии WBO (5-я защита Маргарито) в полусреднем весе.     |
| 35                                                                    | 30-4-0-1                                                              | 11 сентября 2004                                                      | Даниэль Сантос (28-2-1)                                               | José Miguel Agrelot Coliseum, Сан-Хуан, Пуэрто-Рико                   | TD 10 (12), 0:52                                                      | Бой за титул чемпиона мира по версии WBO (4-я защита Сантоса) в среднем весе.            |
| 34                                                                    | 30-3-0-1                                                              | 31 января 2004                                                        | Геркулес Кивелос (22-0)                                               | Arizona Financial Theatre, Финикс, США                                | TKO 2 (12), 0:54                                                      | Защитил титул чемпиона мира по версии WBO (4-я защита Маргарито) в полусреднем весе.     |
| ...                                                                   |                                                                       |                                                                       |                                                                       |                                                                       |                                                                       |                                                                                          |
| 20                                                                    | 17-3                                                                  | 7 июня 1999                                                           | Дэниел Мендес (8-8)                                                   | Тихуана, Мексика                                                      | KO 3 (10)                                                             |                                                                                          |
| 19                                                                    | 16-3                                                                  | 4 декабря 1998                                                        | Рейес Эстрада (дебют)                                                 | Тихуана, Мексика                                                      | KO 2                                                                  |                                                                                          |
| 18                                                                    | 15-3                                                                  | 27 июня 1998                                                          | Хавьер Франсиско Мендес (10-11)                                       | Индио, США                                                            | TKO 10 (10)                                                           |                                                                                          |
| 17                                                                    | 14-3                                                                  | 24 апреля 1998                                                        | Мигель Гонсалес (36-12-2)                                             | Сан-Диего, США                                                        | UD 8                                                                  |                                                                                          |
| 16                                                                    | 13-3                                                                  | 29 ноября 1997                                                        | Сезар Вальдес (24-10-1)                                               | Парадайс, США                                                         | TKO 5 (10), 0:42                                                      |                                                                                          |
| 15                                                                    | 12-3                                                                  | 26 июня 1997                                                          | Горацио Гарсия (8-0-1)                                                | Лос-Анджелес, США                                                     | UD 10                                                                 |                                                                                          |
| 14                                                                    | 11-3                                                                  | 2 декабря 1996                                                        | Хуан Соберанес (41-14-2)                                              | Анахайм, США                                                          | UD 10                                                                 |                                                                                          |
| 13                                                                    | 10-3                                                                  | 14 октября 1996                                                       | Альфред Анкама (16-1)                                                 | Лос-Анджелес, США                                                     | KO 4 (10), 2:59                                                       |                                                                                          |
| 12                                                                    | 9-3                                                                   | 28 июня 1996                                                          | Родни Джонс (11-2)                                                    | Калвер-Сити, США                                                      | UD 10                                                                 |                                                                                          |
| 11                                                                    | 9-2                                                                   | 18 апреля 1996                                                        | Хуан Йоани Сервантес (6-7-0)                                          | Лос-Анджелес, США                                                     | KO 4 (8)                                                              |                                                                                          |
| 10                                                                    | 8-2                                                                   | 26 февраля 1996                                                       | Ларри Диксон (13-0)                                                   | Тихуана, Мексика                                                      | UD 10                                                                 |                                                                                          |
| 9                                                                     | 8-1                                                                   | 26 января 1995                                                        | Антонио Охеда (3-9-0)                                                 | Тихуана, Мексика                                                      | KO 4                                                                  |                                                                                          |
| 8                                                                     | 7-1                                                                   | 26 января 1995                                                        | Эфраин Муньос (0-2-0)                                                 | Тихуана, Мексика                                                      | PTS 4                                                                 |                                                                                          |
| 7                                                                     | 6-1                                                                   | 17 октября 1994                                                       | Виктор Лозоя (7-1)                                                    | Тихуана, Мексика                                                      | PTS 6                                                                 |                                                                                          |
| 6                                                                     | 6-0                                                                   | 17 октября 1994                                                       | Виктор Лозоя (7-1)                                                    | Тихуана, Мексика                                                      | PTS 6                                                                 |                                                                                          |
| 5                                                                     | 5-0                                                                   | 5 августа 1994                                                        | Франсиско Лопес (1-2)                                                 | Энсенада, Мексика                                                     | TKO 3 (4)                                                             |                                                                                          |
| 4                                                                     | 4-0                                                                   | 27 июня 1994                                                          | Сезар Роланд (дебют)                                                  | Тихуана, Мексика                                                      | KO 1 (4)                                                              |                                                                                          |
| 3                                                                     | 3-0                                                                   | 25 апреля 1994                                                        | Виктор Ангуло (1-3)                                                   | Тихуана, Мексика                                                      | TKO 4 (4)                                                             |                                                                                          |
| 2                                                                     | 2-0                                                                   | 21 января 1994                                                        | Жилберто Плата (1-3)                                                  | Тихуана, Мексика                                                      | UD 4                                                                  |                                                                                          |
| 1                                                                     | 1-0                                                                   | 14 января 1994                                                        | Хосе Трухильо (0-10)                                                  | Тихуана, Мексика                                                      | UD 4                                                                  | Профессиональный дебют.                                                                  |
| Бой                                                                   | Рекорд                                                                | Дата                                                                  | Соперник                                                              | Место боя                                                             | Результат                                                             | Данные о бое                                                                             |